# Eosphora gibba
Eosphora gibba är en hjuldjursart som beskrevs av Susan P. Garner 1937. Eosphora gibba ingår i släktet Eosphora och familjen Notommatidae. Inga underarter finns listade i Catalogue of Life.